# Omphalucha epixyna
Omphalucha epixyna là một loài bướm đêm trong họ Geometridae.